# Síndrome de Turner
La síndrome de Turner (SdT) o síndrome de Bonnevie-Ullrich, disgenèsia gonadal, monosomia del cromosoma X o síndrome d'Ullrich Turner, és una malaltia genètica síndròmica característica dels humans. Les dones que pateixen aquesta síndrome tenen, un aspecte infantil i són habitualment infèrtils de per vida, amb molt pocs embarassos espontanis registrats. Existeixen, però, diferents opcions reproductives que poden facilitar la gestació. Per exemple, la fecundació in vitro homòloga, el tractament hormonal o la criopreservació d'oòcits. És un trastorn infreqüent causat per un defecte en el nombre de cromosomes sexuals. Aquest trastorn fa desaparèixer el desenvolupament sexual i causa infertilitat primària. Té una incidència d'1 cas/1.850 nenes nascudes vives, si bé és encara més alta en el moment de la fecundació, ja que s'estima que un 3 per cent de totes les fecundacions humanes són 45,X però només un 1 per cent sobreviu més enllà de les 24 setmanes de gestació.
La síndrome de Turner es diagnostica per la presència d'un sol cromosoma X. Les persones afectades per aquesta síndrome tenen genitals femenins (l'absència del cromosoma Y és la que determina el sexe femení en els humans). A les dones amb síndrome de Turner els falta part o tot un cromosoma X. La falta de cromosoma Y determina el sexe femení de tots els individus afectats i l'absència del segon cromosoma sexual, la carència de desenvolupament dels caràcters sexuals secundaris. Les nenes solen tenir una intel·ligència normal, tot i que presenten alguns problemes d'aprenentatge, especialment en àrees no verbals: conceptes espacials, matemàtiques, psicomotricitat, memòria i capacitat de concentració. No es rar que desenvolupin un trastorn de l'espectre autista.
Usualment és una síndrome d'aparició esporàdica, que es deu a un error durant la meiosi dels espermatozoides o dels oòcits i no s'hereta d'un sol dels progenitors. En alguns casos, encara que rars, un dels pares porta "silenciosament" cromosomes reorganitzats que poden causar la síndrome de Turner en la filla. En aquest cas el cromosoma X que normalment no es recombina, s'intercanvia material. De manera que el portador mascle d'aquest "cromosoma X Turner silenciat" té un cromosoma Y sense el fragment masculinitzant, ja que l'ha recombinat amb el cromosoma X. Quan aquest cromosoma Y "defectuós" és transmès a la descendència no origina mascles, sinó femelles amb una dotació cromosòmica normal (46 parells). Aquesta és l'única situació en què aquesta síndrome és heretable de pares a fills. En un 15-20 per cent, aproximadament, dels casos de SdT existeix un fenomen de mosaïcisme genètic.
La síndrome de Turner té moltes manifestacions, però els seus trets clínics i analítics més destacables són: baixa estatura, pell del coll deforme amb presència d'uns inestètics plecs cutanis des de les orelles fins a les espatlles (pterygium colli), problemes cognitius, tendència a la formació de cicatrius queloidals, acne, liquen esclerós, limfedema, diverses alteracions histològiques i morfoestructurals en les peces dentàries, desenvolupament retardat o absent de les característiques sexuals secundàries, disfunció ovàrica, amenorrea amb concentracions elevades d'hormona fol·liculoestimulant (hipogonadisme hipergonadotròpic), osteoporosi, augment del risc de sofrir fractures, hipotiroïdisme o -amb menor freqüència- hiperparatiroïdisme, pèrdua d'audició, otàlgia per calcificació del lligament estilohioidal, disfunció del sistema vestibular, colesteatoma, celiaquia, calcificació precoç de les artèries coronàries, interval QT llarg, arrítmies neonatals, hipertransaminasèmia, hiperglucèmia, resistència a la insulina, hipoglucèmia hiperinsulinèmica, coartació (estretament) de l'aorta, vàlvula aòrtica bicúspide, dissecció aòrtica, fusió dels ronyons per un dels seus pols (ronyó en ferradura), malaltia metabòlica òssia, defectes del polígon de Willis, malformació de Chiari tipus I, determinats trastorns autoimmunitaris, hiperandrogenisme i anomalies en els ulls i ossos. En alguns casos de síndrome de Turner amb mosaïcisme 47,XXX/45,X/46,XX hi pot haver una acromegàlia acompanyant.
La condició es diagnostica ja sigui al nàixer, a causa d'anomalies associades, o en la pubertat quan existeix absència o retard de la menstruació i es presenta un retard en el desenvolupament dels caràcters sexuals secundaris normals. Quan el diagnòstic es fa per amniocentesi pot ser díficil predir el fenotip del fetus. De vegades, el tractament amb hormona del creixement humà recombinant aconsegueix accelerar de manera progressiva l'aparició de la pubertat en nenes amb aquesta síndrome. El seu diagnòstic diferencial inclou la síndrome de Noonan, la síndrome de Jacobsen, la síndrome de Swyer, la hiperplàsia suprarenal congènita no clàssica i la disgenèsia gonadal pura 46 XX. La coexistència en una mateixa persona de SdT i distròfia muscular de Duchenne, de SdT i síndrome de Van der Woude o de SdT i neurofibromatosi tipus 1 són fets molt inusuals. El cas més antic de síndrome de Turner descobert fins ara, emprant tècniques genòmiques de detecció de l'aneuploïdia cromosòmica en`mostres de restes òssies trobades en un jaciment arqueològic de l'actual Somerset, correspon a una jove d'entre 18 i 20 anys que va viure durant el primer període de l'Edat del ferro.
És convenient que les persones amb aquesta síndrome segueixin un control mèdic anual que inclogui un examen físic complet, unes anàlisis clíniques de la funció renal, hepática i tiroidal i una determinació de la glucèmia. També es recomana fer cada 3 o 5 anys una ecocardiografia, un audiograma, una ressonància magnètica de l'aorta i una densitometria òssia.
Un personatge cèlebre amb SdT és l'actriu estatunidenca Linda Hunt, guanyadora d'un premi Oscar l'any 1983.